# Флаг Джерси
Флаг Дже́рси (англ. Flag of Jersey, фр. Drapeau du Jersey, норм. Couleu d’Jèrri) — флаг коронного владения британской короны Джерси.
До 1981 года официально использовался флаг Святого Патрика (Красный Андреевский крест на белом фоне) с соотношением сторон 3:5. Однако, 12 июня 1979 года парламент Джерси принял, 10 декабря 1980 года одобрен королевой, а с 7 апреля 1981 года официально введён новый флаг, напоминающий старый, но с изображёнными гербом и короной.

Флаг использовался только на одном судне — «Герцог Нормандии»

Флаг британского лейтенант-губернатора Джерси